# 26. pehotna divizija (ZDA)
Za druge 26. divizije glejte 26. divizija.
26. pehotna divizija (izvirno angleško 26th Infantry Division) je bila pehotna divizija Kopenske vojske ZDA.

## Zgodovina
26. pehotna divizija je bila prva divizija, ki je bila ustanovljena iz enot Nacionalne garde in sicer iz področja Nove Anglije.